# مارک کاتیفانی
مارک کاتیفانی، (به انگلیسی: Mark Cutifani) (زاده ۲ مه ۱۹۵۸) کارآفرین، بازرگان و مدیر ارشد اجرایی استرالیایی است، که در حال حاضر به‌عنوان مدیر عامل اجرایی شرکت انگلو امریکن فعالیت می‌کند.